# Aedes hirsutus
Aedes hirsutus är en tvåvingeart som först beskrevs av Theobald 1901.  Aedes hirsutus ingår i släktet Aedes och familjen stickmyggor. Inga underarter finns listade i Catalogue of Life.